# Boeing E-767
Boeing E-767 — самолёт дальнего радиолокационного обнаружения (ДРЛО), разработанный американской компанией Boeing на базе пассажирского самолёта Boeing 767. В общих чертах представляет собой радиолокационное оборудование самолёта Boeing E-3 Sentry, установленное на самолёт Boeing 767-200.
Предназначен для осуществления контроля воздушного пространства, поиска воздушных целей.

## Разработка
Заказ на самолёты поступил от ВВС Японии в 1992 г. Самолёты переоборудовались из пассажирских Boeing 767. 9 августа 1996 г. совершён первый полёт переоборудованного варианта..

## Пользователи
- Япония — в 1998—1999 гг. поставлено 4 самолёта.

Республика Корея заявляла в 1997 г. о намерении приобрести 4 самолёта, но в 1999 г. отказалась по финансовым причинам.

## Технические характеристики
Технические характеристики
- Экипаж: 2 пилота и 19 операторов
- Длина: 48,51 м
- Размах крыла: 47,57 м
- Высота: 15,85 м
- Максимальная взлётная масса: 175000 кг
- Силовая установка: 2 × ТРДД General Electric CF-6-80C2
- Тяга: 2 × 27900 кгс

Лётные характеристики
- Максимальная скорость: более 800 км/
- Практическая дальность: 9290 км
- Практический потолок: 13100 м
- Длина разбега: 1450 м
- Длина пробега: 990 м

## Радиоэлектронное оборудование
- радиолокационная станция AN/APY-2
- аппаратура распределения тактической информации
- комплект КВ- и УКВ-радиостанций
- радиолокационная станция разведки погоды и решения навигационных задач
- инерциальная навигационная система с коррекцией по данным космической радионавигационной системы NAVSTAR.

Возможности
- дальность обнаружения целей — 320 км;
- количество одновременно сопровождаемых целей — 300—400;
- количество одновременно наводимых истребителей: в автоматическом режиме — 30, по командам — 15.